# Een familiefoto, Joods monument
Een familiefoto is een Joods monument uit 2002 in de Nederlandse stad Woerden van de hand van Ingrid Mol. Het beeldt Eliazar Izaks (Woerden, 1 oktober 1897 – Sobibor, 9 juli 1943) uit, die met zijn hond lijkt te wachten op de andere leden van zijn gezin voor het maken van een foto. Uitgangspunt was een familiefoto van het Joodse gezin Izaks, gemaakt voordat zij gedeporteerd werden naar vernietigingskampen van nazi-Duitsland. Eliazar Izaks was slager in Woerden.
De beeldengroep bestaat verder uit een op de grond liggende fotocamera en verschillende stapels foto's. Het geheel is gemaakt van keramiek. Op een metalen gedenkplaat staat de tekst: 'Een familiefoto opdat wij de Joodse inwoners van Woerden die tijdens de Tweede Wereldoorlog gedood werden, niet vergeten'. Hierna volgt een lijst van de twaalf Joodse slachtoffers uit Woerden die tijdens de Holocaust vermoord zijn.
De familie Izaks was volledig geassimileerd, gezien het feit dat Izaks samen met zijn vader een "electrische rund-, kalfs- en varkensslagerij" had op het adres Voorstraat 83 in Woerden, waar Eliazar ook woonde met zijn gezin en zijn ouders. Eliazar Izaks was getrouwd met Henriëtte Glaser. Zij hadden vier kinderen: Gerson, Salomon Albert, Saartje Henriëtte en David Eduard. Met uitzondering van de vader van Eliazar is het hele gezin omgekomen in Sobibor.